# Ноппе

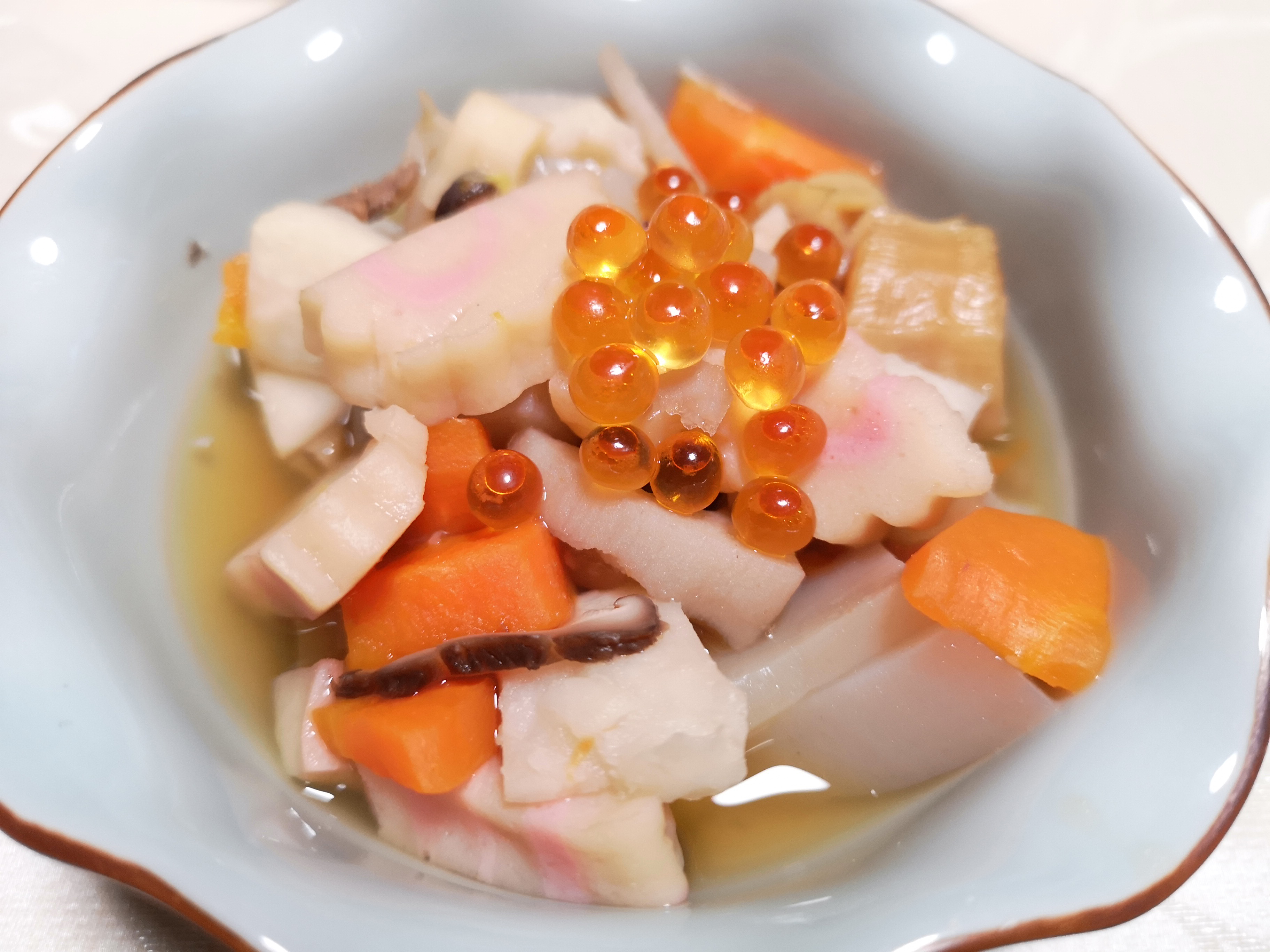
Ноппе міста Ніігата

Ноппе (яп. のっぺい, 濃餅, 能平) — густе овочеве рагу, яке готується переважно з коренеплодів. Ноппе поширене по всій Японії та вважається загальнонаціональною стравою. Залежно від регіону має різні назви.
Ноппе, як правило, готують із залишків овочів, пасерованих або відварених у кунжутній олії. Інгредієнти сильно відрізняються залежно від міста та регіону, але часто використовуються ямс, морква, редька, таро, гриби шиітаке, конжак і смажений тофу. Після того, як овочі з грибами зварені, в рагу додають соєвий соус, сіль і крохмаль.
Також існують різні уподобання стосовно температури страви під час споживання — це залежить від регіону, домогосподарства чи особи.
Раніше для приготування супу використовували морські гребінці, а зараз додають невеликими шматочками курку або лосось, також в регіоні Ніїґата часто додають ікру лосося.
Цю страву подають на різних заходах: фестивалях, буддистських церемоніях і під час новорічного періоду; ноппе вважається бюджетною стравою. Для світа[кого?] страву готують зі спеціально нарізаними овочами.